# Bernard Miles

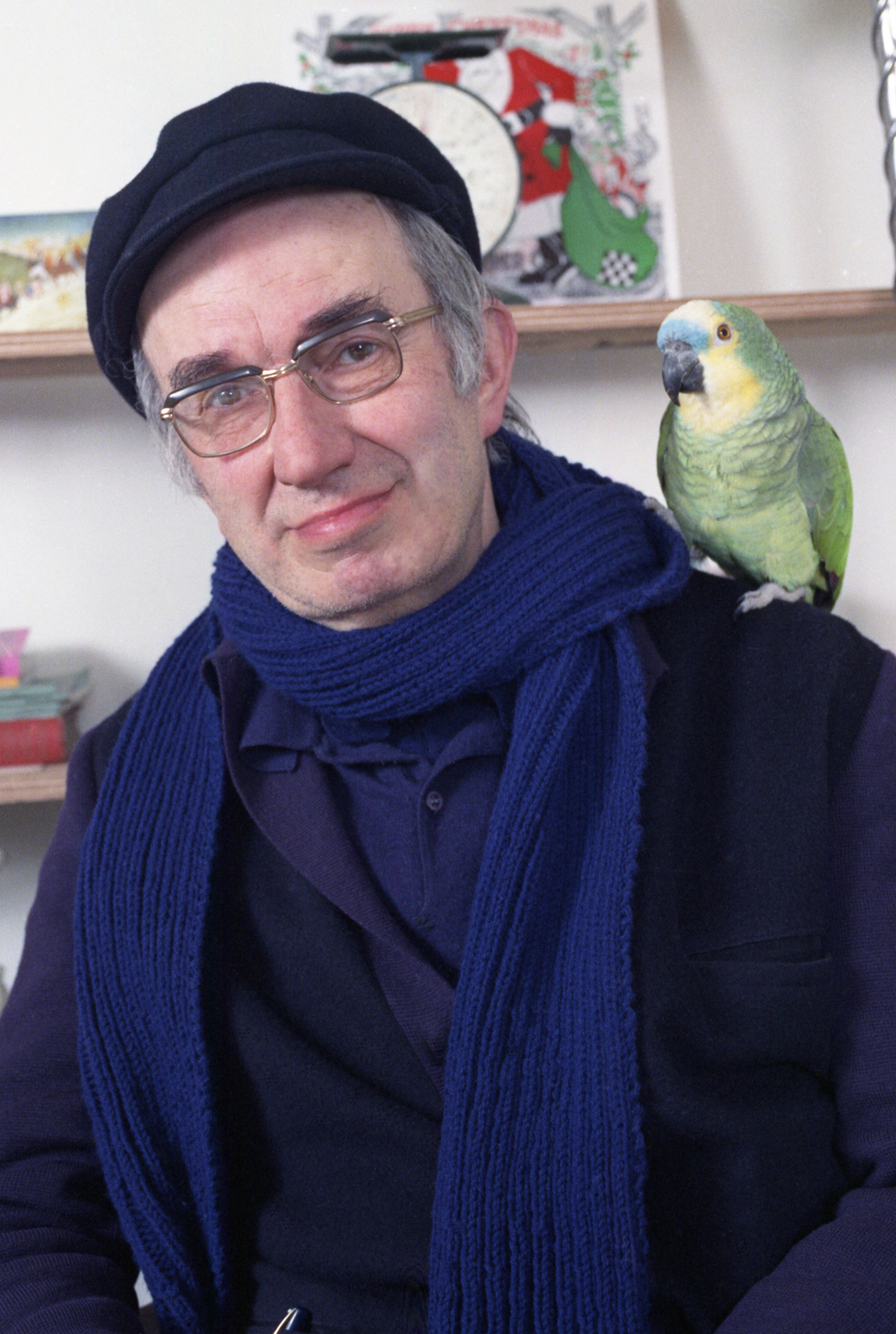
Bernard Miles in seinem Büro im Mermaid Theatre London (1974)

Bernard James Miles, Baron Miles Kt CBE (* 27. September 1907 in Uxbridge, Middlesex; † 14. Juni 1991 in Knaresborough, North Yorkshire) war ein britischer Schauspieler.

## Leben
Bernard Miles arbeitete nach einem Studium am Pembroke College der Universität Oxford für kurze Zeit als Lehrer, ging dann aber zum Theater. Zu seinem Repertoire zählten unter anderem Titelrollen in etlichen Shakespeare-Stücken. Die gesamte Karriere hindurch übertraf die Bühnenpräsenz seine eher unregelmäßigen Auftritte in Kinofilmen. Am bekanntesten wurde Miles im Kino für seine Verkörperung des Kindesentführers in Der Mann, der zuviel wußte (1956) unter der Regie von Alfred Hitchcock. 1953 wurde er als Commander des Order of the British Empire (CBE) ausgezeichnet und 1969 als Knight Bachelor („Sir“) geadelt. Am 7. Februar 1979 wurde Miles als Baron Miles, of Blackfriars in the City of London, zum Life Peer erhoben und war dadurch auf Lebenszeit Mitglied des House of Lords. Nach Laurence Olivier war er erst der zweite Schauspieler, der zum Peer erhoben wurde.
1931 heiratete er die Schauspielerin Josephine Wilson, mit der er zusammen 1959 das Londoner Mermaid Theatre begründete. Ihr gemeinsamer Sohn ist der ehemalige Rennfahrer John Miles.

## Filmografie (Auswahl)
- 1933: Channel Crossing
- 1936: Rhodes of Africa
- 1938: Die Zitadelle (The Citadel)
- 1939: Der Spion in Schwarz (The Spy in Black)
- 1940: Contraband
- 1940: Pastor Hall
- 1941: Eine ruhige Hochzeit (Quiet Wedding)
- 1942: Die Blockade (The Big Blockade)
- 1942: One of Our Aircraft Is Missing
- 1942: The First of the Few
- 1942: Für was wir dienen (In Which We Serve)
- 1946: Ein Herz geht verloren (Carnival)
- 1946: Geheimnisvolle Erbschaft (Great Expectations)
- 1947: Nicholas Nickleby
- 1951: Der wunderbare Flimmerkasten (The Magic Box)
- 1953: Es begann in Moskau (Never Let Me Go)
- 1956: Der Mann, der zuviel wusste (The Man Who Knew Too Much)
- 1956: Moby Dick
- 1956: Tiger im Nebel (Tiger in the Smoke)
- 1956: Zarak Khan (Zarak)
- 1956–1957: Nathaniel Titlark (Fernsehserie, 10 Folgen)
- 1957: Am seidenen Faden (Fortune Is a Woman)
- 1957: Hilfe, der Doktor kommt! (Doctor at Large)
- 1957: Die kleinste Schau der Welt (The Smallest Show on Earth)
- 1957: Die heilige Johanna (Saint Joan)
- 1958: Der kleine Däumling (Tom Thumb)
- 1959: Das Mädchen Saphir (Sapphire)
- 1963: Himmlische Freuden (Heavens Above)
- 1969: Zwei Freunde fürs Leben (Run Wild, Run Free)
- 1980: Die unglaublichen Geschichten von Roald Dahl (Tales of the Unexpected, Fernsehserie, Folge 3x06)
- 1982: Treasure Island (Fernsehfilm)
- 1988: Gefährdete Liebe (The Lady and the Highwayman, Fernsehfilm)